# Supremme de Luxe
Supremme de Luxe, nome artístico de Daniel Blesa (Fuenlabrada, 6 de janeiro de 1979), é uma drag queen, cantora, atriz, performer de cabaret e apresentadora de televisão espanhola, reconhecida por ser a apresentadora do programa Drag Race España.

## Biografia

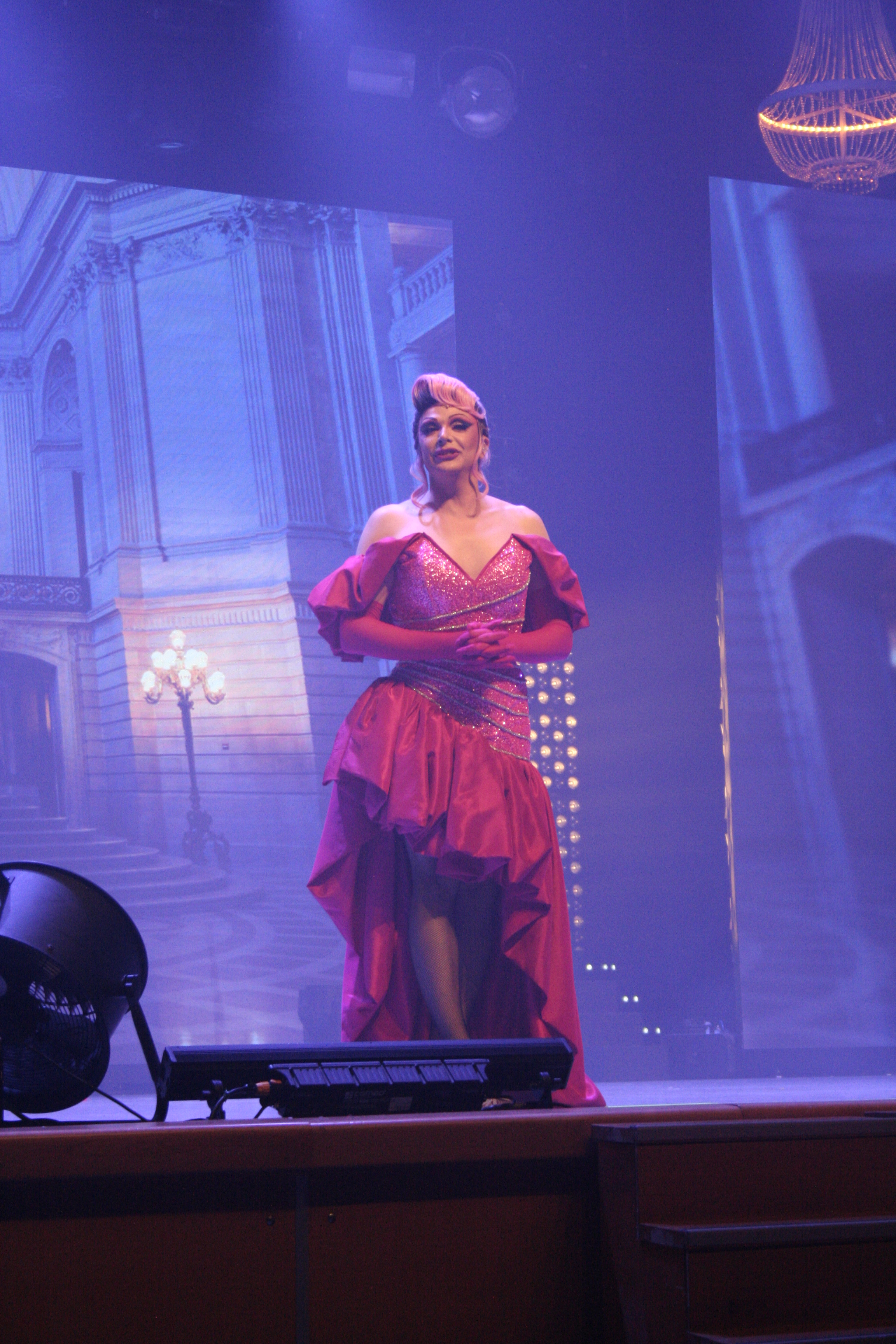
Supremme de Luxe no espetáculo El Gran Hotel de las Reinas em Valladolid

Adoptando o nome Supremme de Luxe, começou a sua carreira artística no mundo drag em 1997, actuando em diversas salas na sua cidade natal de Madrid. Posteriormente realizou shows em nome próprio, exerceu como mestre de cerimónias em diversos eventos LGTBIQ+ e integrou projectos teatrais como "Encerradas en un Pryconsa", "Ellas cantam, ellas cuentam", "Tranxformers" ou "Retromanía".
Em entrevistas, explicou que o seu nome drag é neutro em género e que o seu estilo procura prestar tributo a divas, como Diana Ross ou The Supremes, para além de se inspirar na música e moda das décadas de 1960 e 1970.
Em 2012 publicou o seu álbum de estreia Ahora yo. Posteriormente prosseguiu a sua carreira musical ao lançar vários singles, como «Basta ya» (2016), «Getting High» (2017), «Resurgiré» (2019), «Ener-G» (2020), «Llévame al cielo» (2021) e «Inevitable» (2022). A sua canção «Miénteme» foi incluída no repertório oficial do World Pride Madrid 2017, editado pela Universal Music.
Desde 2013 é a apresentadora e mestre de cerimónias do festival  ¡Que trabaje Rita!, tendo levado o festival de arte drag a Barcelona, Paris e México.
Em 2021 foi a protagonista do espectáculo "Intimísimo". Nesse mesmo ano, foi escolhida por RuPaul Charles para ser a apresentadora do programa de competição de arte drag e reality show  Drag Race España, versão espanhola de RuPaul's Drag Race.

## Filmografia

### Cinema
| Ano  | Título                  | Papel   | Realizador     | Notas          | Ref.  |
| ---- | ----------------------- | ------- | -------------- | -------------- | ----- |
| 2018 | Queridísimo Papá        | Oli     | Luis Navarrete | Curta-metragem | [ 6 ] |
| 2021 | El fantasma de la sauna | Lujuria | Luis Navarrete | Longa-metragem | [ 4 ] |

### Televisão
| Ano  | Título                                  | Personagem          | Emissora               | Notas                  | Ref. |
| ---- | --------------------------------------- | ------------------- | ---------------------- | ---------------------- | ---- |
| 2016 | First Dates                             |                     | Cuatro                 | Convidada              |      |
| 2021 | Drag Race España (temporada 1)          | Atresplayer Premium | Apresentadora e Jurada |                        |      |
| 2021 | Una Navidad con Samantha Hudson         |                     | Convidada              |                        |      |
| 2022 | Drag Race España (temporada 2)          | Atresplayer Premium | Apresentadora e Jurada |                        |      |
| 2022 | Tu Cara Me Suena                        | Antena 3            | Convidada              |                        |      |
| 2022 | Pasapalabra                             | Antena 3            | Convidada              |                        |      |
| 2022 | La Roca                                 | La Sexta            | Convidada              |                        |      |
| 2022 | Reinas al rescate                       | Atresplayer Premium | Apresentadora          |                        |      |
| 2022 | Gala Drag de Las Palmas de Gran Canaria | TVE                 | Apresentadora          |                        |      |
| 2022 | Dulceida al desnudo                     |                     | Atriz (1 episódio)     |                        |      |
| 2022 | Drag Race Italia (temporada 2)          | Discovery+          | Jurada Convidada       |                        |      |
| 2023 | Drag Race España (temporada 3)          | Atresmedia Premium  | Apresentadora e Jurada |                        |      |
| 2023 | Tu Cara Me Suena                        | Antena 3            | Convidada              |                        |      |
| 2023 | Miss Vaca                               | TVG                 | Convidada              |                        |      |
| 2023 | Password                                | Antena 3            | Convidada              |                        |      |
| 2023 | Gala Drag de Las Palmas de Gran Canaria | TVE                 | Jurada                 |                        |      |
| 2024 | Pasapalabra                             | Antena 3            | Convidada              |                        |      |
| 2024 | Drag Race España: All Stars             | Atresplayer Premium | Apresentadora e Jurada |                        |      |
| 2024 | Zapeando                                | La Sexta            | Convidada              |                        |      |
| 2024 | Generación TOP                          | La Sexta            | Concorrente            |                        |      |
| 2024 | Cochinas                                | Penélope            |                        | Atriz (1 episódio)     |      |
| 2024 | Drag Race España (temporada 4)          |                     | Atresmedia Premium     | Apresentadora e Jurada |      |
| 2024 | Tu Cara Me Suena                        | Antena 3            | Concorrente            |                        |      |
| 2025 | Drag Race España (temporada 5)          | Atresmedia Premium  | Apresentadora e Jurada |                        |      |

## Teatro
| Año             | Título                             | Papel            | Notas                                                                        | Ref.   |
| --------------- | ---------------------------------- | ---------------- | ---------------------------------------------------------------------------- | ------ |
| 2012            | Encerradas en un Pryconsa          | Supremme de Luxe | Teatro: DT Espacio Escénico                                                  | [ 7 ]  |
| 2012            | Ellas Cantan, ellas Cuentan        | Supremme de Luxe | Teatro: Artspacio Plotpoint                                                  | [ 7 ]  |
| 2012            | Transxformers                      | Supremme de Luxe | Teatro: Navalmoral de la Mata (y tour por Argentona y España)                | [ 7 ]  |
| 2013            | ¡Que Trabaje Rita!                 | Supremme de Luxe | Teatro: Bodevil (y tour por España)                                          | [ 7 ]  |
| 2013            | DK-Dence Cabaret                   | Supremme de Luxe | Teatro: Sala Tarambana                                                       | [ 7 ]  |
| 2013 - 2015     | Oh! Strass – El Musical de Revista | Supremme de Luxe | Teatros: Café Teatro Arenal de Madrid, Arlequín Gran Vía (y tour por España) | [ 7 ]  |
| 2014 - 2016     | Creep                              | Supremme de Luxe | Teatro: El Burdel a Escena                                                   | [ 7 ]  |
| 2018            | Revístase Caballero                | Supremme de Luxe | Teatro: Centro Cultural Mario Monreal de Sagunto                             | [ 7 ]  |
| 2019            | A-Cuplé-jada                       | Supremme de Luxe | Teatro: El Cinco de Velarde                                                  | [ 7 ]  |
| 2020            | Retromanía, el Espectáculo         | Supremme de Luxe | Teatro: DT Espacio Escénico                                                  | [ 8 ]  |
| 2015 - 2021     | Intimísimo                         | Supremme de Luxe | Teatro: Sojo Laboratorio Teatral                                             | [ 7 ]  |
| 2021 - presente | Gran Hotel de las Reinas           | Supremme de Luxe | Tourné de Drag Race España                                                   | [ 9 ]  |
| 2022 - 2023     | La llamada                         | Dios             | Colaboração especial                                                         | [ 10 ] |

## Discografia

### Álbuns
- Ahora yo (2012)

### Singles
- ¡Que Trabaje Rita! (2013, com La Prohibida, Rita Team & Asanza)
- Miénteme (2013)
- Perdiste Ya el Control (2014)
- Basta Ya (2015)
- Candy Shop (2015)
- Ener-G (2016)
- Gettin' High (2016)
- Fiebre 2017 (2017)
- No Sabe a Nada 2018 (2018)
- Poco Hombre para Mí (2018)
- Resurgiré (2019)
- Llévame al Cielo (2021)
- Inevitable (2022)